# Rue Robert-et-Sonia-Delaunay
Rue Robert-et-Sonia-Delaunay är en gata i Quartier Sainte-Marguerite i Paris elfte arrondissement. Gatan är uppkallad efter de franska konstnärerna och makarna Robert (1885–1941) och Sonia Delaunay (1885–1979). Rue Robert-et-Sonia-Delaunay börjar vid Rue de Charonne 172 och slutar vid Boulevard de Charonne 97.

## Bilder
| - Gatuskylt. - Rue Robert-et-Sonia-Delaunay. - Jardin Damia. |

## Omgivningar
- Saint-Jean-Bosco
- Jardin Damia
- Jardin Émile-Gallé
- Allée Neus-Català
- Passage du Bureau

## Kommunikationer
- Tunnelbana – linje  – Alexandre Dumas
- Busshållplats Charonne – Bagnolet – Paris bussnät, linje 76

### Webbkällor
- ”Rue Robert-et-Sonia-Delaunay”. Mairie de Paris. https://web.archive.org/web/20190905053823/http://www.v2asp.paris.fr/commun/v2asp/v2/nomenclature_voies/Voieactu/8232.nom.htm. Läst 10 oktober 2022.
- ”Rue Robert-et-Sonia-Delaunay”. Les rues de Paris. https://web.archive.org/web/20200115041134/http://www.parisrues.com/rues11/paris-11-rue-robert-et-sonia-delaunay.html. Läst 10 oktober 2022.